# Comité Olímpico Húngaro
El Comité Olímpico Húngaro (húngaro: Magyar Olimpiai Bizottság, MOB) es el Comité Olímpico Nacional que representa a Hungría.

## Historia
El Comité Olímpico Húngaro fue fundado el 19 de diciembre de 1895, como sexto en el mundo justo después del Comité Olímpico de Francia, Grecia, Estados Unidos, Alemania y Austria.

## Lista de presidentes
| Presidente                                   | Plazo            |
| -------------------------------------------- | ---------------- |
| Albert Berzeviczy                            | 1895-1904        |
| Cuenta Imre Széchényi                        | 1904-1905        |
| Cuenta Géza Andrássy                         | 1905-1907        |
| Cuenta Géza Andrássy y Gyula Muzsa           | 1907-1927        |
| Gyula Muzsa                                  | 1927-1940        |
| Gyula Prém                                   | 1941-1944        |
| Alajos Jámbor Y Sándor Barcs                 | 1947-1948        |
| Gusztáv Sebes Y Zsigmond Ábrai               | 1948-1951        |
| Gyula Hegyi                                  | 1951-1958        |
| Gyula Hegyi, Sándor Gáspár y Zoltán Komócsin | 1958-1962        |
| Gyula Hegyi                                  | 1962-1964        |
| Gyula Egri                                   | 1964-1969        |
| Sándor Beckl                                 | 1969-1978        |
| István Buda                                  | 1978-1986        |
| Gábor Deák                                   | 1986-1989        |
| Pál Schmitt                                  | 1989-2010        |
| Zsolt Borkai                                 | 2010-2017        |
| Krisztián Kulcsár                            | 2017-al presente |

## Federaciones miembro
Las federaciones nacionales húngaras son las organizaciones que coordinan todos los aspectos de sus disciplinas deportivas. Son responsables de la formación, la competencia y el desarrollo del deporte. Actualmente hay 33 federaciones olímpicas de verano y cinco de invierno en Hungría.
| Federación nacional                      | Verano o Invierno | Sede     |
| ---------------------------------------- | ----------------- | -------- |
| Asociación Húngara de Tiro al arco       | Verano            | Budapest |
| Asociación Húngara de Atletismo          | Verano            | Budapest |
| Asociación Húngara de Bádminton          | Verano            | Budapest |
| Federación Húngaro de Béisbol y Sofbol   | Verano            | Budapest |
| Federación de Baloncesto húngaro         | Verano            | Budapest |
| Asociación de Boxeo húngaro              | Verano            | Budapest |
| Federación de Canoa húngara              | Verano            | Budapest |
| Federación Húngara de Curling            | Invierno          | Budapest |
| Federación Húngara de Ciclismo           | Verano            | Budapest |
| Federación Húngara de Buceo              | Verano            | Budapest |
| Federación Ecuestre Húngara              | Verano            | Budapest |
| Federación Húngara de Esgrima            | Verano            | Budapest |
| Federación Húngara de Fútbol             | Verano            | Budapest |
| Federación Húngara de Golf               | Verano            | Budapest |
| Federación de Gimnasia Húngara           | Verano            | Budapest |
| Federación Húngara de Balonmano          | Verano            | Budapest |
| Federación Húngara de Hockey             | Verano            | Budapest |
| Federación Húngara de Hockey sobre Hielo | Invierno          | Budapest |
| Asociación Húngara de Judo               | Verano            | Budapest |
| Federación Húngara de Kárate             | Verano            | Budapest |
| Federación Húngara de Pentatlón Moderno  | Verano            | Budapest |
| Federación Húngara de Remo               | Verano            | Budapest |
| Unión Húngara de Rugbi                   | Verano            | Budapest |
| Federación Húngara de Tiro               | Verano            | Budapest |
| Federación Nacional de Patinaje Húngaro  | Invierno          | Budapest |
| Federación Húngara de Esquí              | Invierno          | Budapest |
| Asociación Húngaro de Tabla Sobre Hielo  | Invierno          | Budapest |
| Asociación Húngara de Surfing            | Verano            | Budapest |
| Asociación Húngara de Natación           | Verano            | Budapest |
| Federación Húngara de Tenis de Mesa      | Verano            | Budapest |
| Federación Húngara de Taekwondo          | Verano            | Budapest |
| Asociación Húngara de Tenis              | Verano            | Budapest |
| Unión Húngara de Triatlón                | Verano            | Budapest |
| Federación Húngara de Voleibol           | Verano            | Budapest |
| Federación Húngara de WaterPolo          | Verano            | Budapest |
| Federación Húngara de Halterofilia       | Verano            | Budapest |
| Federación Húngara de Lucha              | Verano            | Budapest |
| Asociación Húngara de Yate               | Verano            | Budapest |

## Redes sociales
El MOB está presente en los medios sociales, la Oficina de Prensa del Comité tiene una página oficial en Facebook e Instagram. El MOB también tiene su canal propio en YouTube.